# 823 Sisigambis
823 Sisigambis је астероид главног астероидног појаса. Приближан пречник астероида је 16,63 , 
а средња удаљеност астероида од Сунца износи 2,221 астрономских јединица (АЈ). 
Инклинација (нагиб) орбите у односу на раван еклиптике је 3,645 степени, а орбитални период износи 1209,258 дана (3,310 године). Ексцентрицитет орбите астероида износи 0,090. 
Апсолутна магнитуда астероида износи 11,38 а геометријски албедо 0,179.
Астероид је откривен 31. марта 1916. године.